# 妻にすりかわった女
『妻にすりかわった女』（つまにすりかわったおんな）は、1986年にテレビ朝日系「土曜ワイド劇場」で放送されたテレビドラマ。主演は小野寺昭。視聴率は15.2%。

## キャスト
- 志賀谷正男 - 小野寺昭
- サトコ（信江が経営するスナックの従業員） - 田中美佐子
- イサコ（正男の内縁の妻） - 宮下順子
- テレビ番組のレポーター - 青空好児
- タカモリカンジ（志賀谷の学生時代の知合い） - 大出俊
- 信江（正男の行方をテレビ番組で探す女） - 松尾嘉代
- 石井富子、藤江リカ、志水季里子、後藤加代、益富信孝、粟津號、村田則男、影山英俊、浦野真彦、松山薫、吉佐美聖子

## スタッフ
- 原作 - 都筑道夫『見知らぬ妻』
- 脚本 - 佐治乾
- 監督 - 井上芳夫
- プロデューサー - 三浦朗、近藤洲弘、佐藤涼一
- 制作 - テレビ朝日、日活撮影所